# Списак француских папа
Седамнаест папа су били француског порекла, сви су имали понтификате током друге половине средњег века. Седам папа Авињонског папства су из Француске и они су подебљани. Од краја Авињонског папства, ниједан Француз није изабран за папу.
Француско порекло је најчешће папско неиталијанско порекло.
1. Папа Силвестер II, 999–1003: Герберт од Аурилца
2. Папа Лав IX, 1049–1054: Бруни, гроф Дагзбурга
3. Папа Стефан IX, 1057–1058: Фредерик од Лоране
4. Папа Никола II, 1058–1061: Џерард од Бургундије
5. Папа Урбан II, 1088–1099: Ото од Лагерије
6. Папа Калист II, 1119–1124: Гидо од Беча
7. Папа Урбан IV, 1261–1264: Жак Пантелеон
8. Папа Клемент IV, 1265–1268: Ги Фолкес
9. Папа Иноћентије V, 1276: Пјер де Тарентес
10. Папа Мартин IV, 1281–1285: Симон де Бри
11. Папа Клемент V, 1305–1314: Бертранд де Гот
12. Папа Јован XXII, 1316–1334: Жак Дус
13. Папа Бенедикт XII, 1334–1342: Жак Фурнијер
14. Папа Клемент VI, 1342–1352: Пјер Роџер
15. Папа Иноћентије VI1352–1362: Етјен Ауберт
16. Папа Урбан V, 1362–1370: Гијом де Гримоард
17. Папа Гргур XI, 1370–1378: Пјер Роже де Бофор